# Criquebeuf-sur-Seine
Criquebeuf-sur-Seine is een gemeente in het Franse departement Eure (regio Normandië). De plaats maakt deel uit van het arrondissement Les Andelys. Criquebeuf-sur-Seine telde op 1 januari 2022 1.537 inwoners.

## Geografie
De oppervlakte van Criquebeuf-sur-Seine bedroeg op 1 januari 2022 14,74 vierkante kilometer; de bevolkingsdichtheid was toen 104,3 inwoners per km².

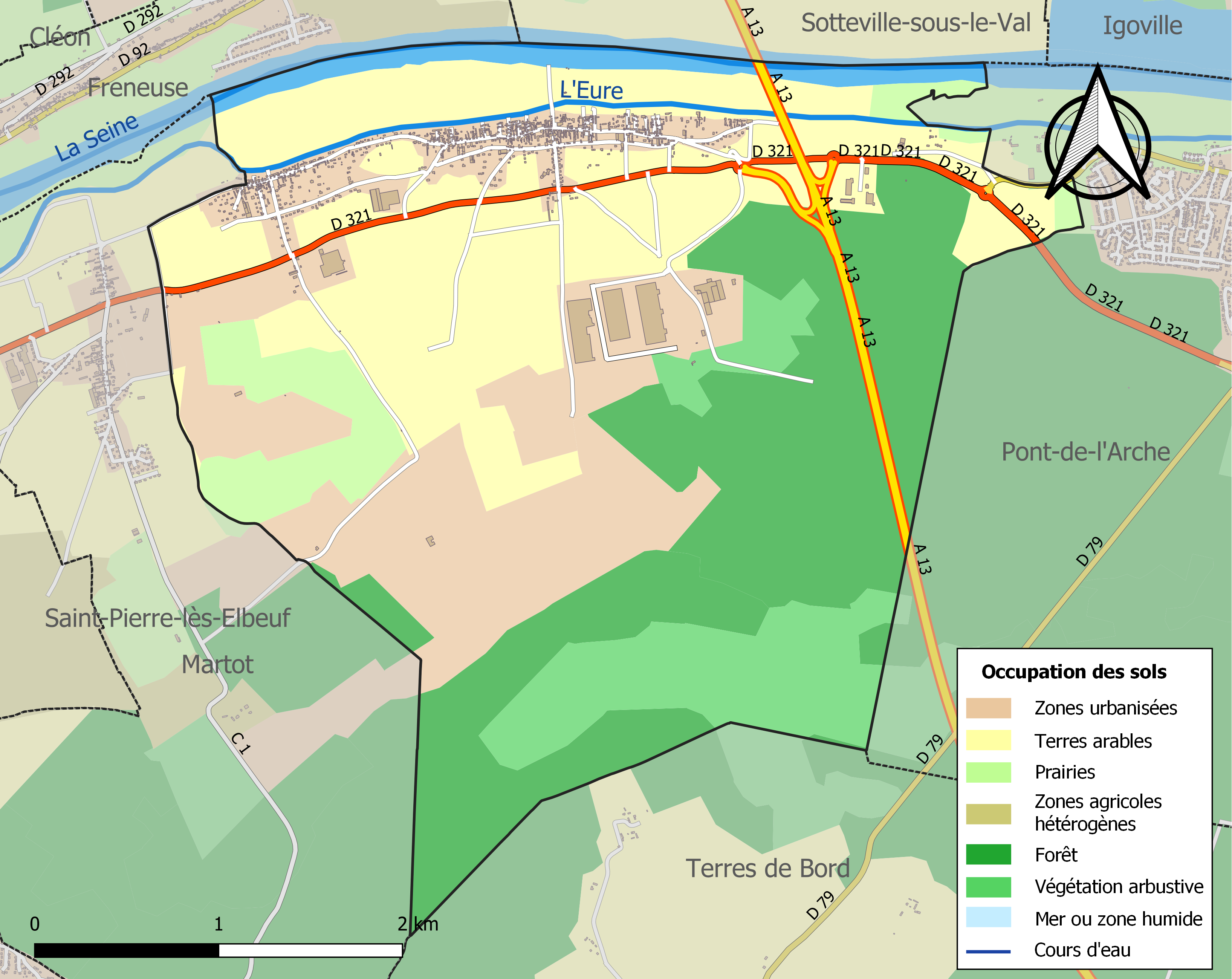
Kaart van de gemeente met belangrijkste infrastructuur, bodemgebruik en omliggende gemeenten

## Demografie
Onderstaande figuur toont het verloop van het inwonertal (bron: INSEE-tellingen).